# Sandsjöbacka-ekodukten
Sandsjöbacka-ekodukten är den första ekodukten i Sverige. Ekodukten ligger vid Sandsjöbacka naturreservat i Kungsbacka kommun i Hallands län. Viltpassagen invigdes 2018.

## Geografi
Sandsjöbacka ekodukt korsar Europaväg 6 vid Sandsjöbacka naturreservat söder om Lindome mellan trafikplats Lindomemotet och trafikplats Kungsbacka Nord norr om Kungsbacka.

## Konstruktionen
Sandsjöbacka ekodukt är en bro byggd i betong och mäter 32 meter i bredd med en längd av 64 meter. Sidorna har skyddsskärm mot ljus och ljud från motorvägen med en höjd på 2,2 meter. Ekodukten är Sveriges första viltpassage som byggts över en befintlig väg.
Ekoduktens placering planerades bland annat utifrån djurens rörelsemönster och landskapets topografi. I området finns rödlistade arter som hasselmus, hasselsnok och sandödla. Naturbron ska även minska viltolyckorna genom att binda samman landskapet på båda sidor om motorvägen.

## Historia
Första spadtaget på viltpassagen gjordes 15 augusti 2016. Bygget fördröjdes i januari 2017 när två stöttor vek sig och man behövde riva en del av bron.
Ekodukten öppnades för djur i juni 2018, den officiella invigningen skedde den 31 augusti  samma år.